# マッシモ・フィッカデンティ
マッシモ・フィッカデンティ（Massimo Ficcadenti, 1967年11月6日 - ）は、イタリア・マルケ州フェルモ県出身の元サッカー選手。

## 来歴

### 選手時代
1985年にセリエB（2部リーグ）のUSサンベネデッテーゼでデビュー。同クラブ及び1989年加入のACRメッシーナでは上位進出を果たせずに終わったが、1992年に移籍したヴェローナFCでは、1995-96シーズンにリーグ準優勝に貢献し、翌シーズンからのセリエA（1部リーグ）昇格を果たした。1996-97シーズンはキャリア12年目にして初の国内最上位リーグでのプレーとなったが、昇格チーム故の戦力差は否めず、セリエB降格を喫し、1997年限りで退団。なお、この年にJリーグ・名古屋グランパスエイトからオファーを受けており、これを機に 日本への興味を深め、以後も度々訪日するようになる。
1997年、セリエBのトリノ・カルチョへ移籍し、再び1999-00シーズンのセリエA昇格を掴んだが、主力としての働きが出来ぬままセリエBへ降格。同クラブでのチームメートにはロレンツォ・ミノッティがおり、固い友情を築いた。2000-01シーズンのラヴェンナ・カルチョでのプレーを最後に現役を引退した。

### 指導者時代

#### イタリア時代
パルマACでのコーチ研修を経て、33歳の時に指導者としてのキャリアをスタートさせた。セリエC2（4部リーグ）のUSフィオレンツォーラ1922では2001-02シーズン途中からの監督就任であり、チームを完全に立て直すことは出来なかったものの、その手腕を認められ、翌シーズンからはセリエC1（3部リーグ）のUSアヴェッリーノ及びACピストイエーゼで指揮を執った。
2004年にはセリエBの古巣であるエラス・ヴェローナFC監督に就任。果敢な攻撃サッカーを展開し、アンドレア・ドッセーナ、マッティア・カッサーニ、ヴァロン・ベーラミらをブレイクさせて前年辛くも残留を果たしたチームをセリエA昇格争いへと躍進させた。2006年にはパルマ在籍時に知り合った立石敬之をアシスタントコーチとして招聘。2006-07シーズンはカッサーニや得点源のFWアダイウトンの退団によって勝ち点を伸ばせず、シーズン半ばに退任。
2007年7月にはセリエAのレッジーナ・カルチョの監督に就任したが、成績不振により短期間で解任された。2009年にはセリエBで低迷していたピアチェンツァ・カルチョ監督に就任し、大きく負け越していたチームを立ち直らせ、リーグ残留に成功。
2010年6月、セリエAに昇格したばかりのACチェゼーナ監督に就任し 同クラブのGMを務める旧友ミノッティと共にチーム強化に着手。選手の大半がセリエA未経験者という厳しい陣容ながら、自らJリーグを観戦し獲得を決めた長友佑都や、マルコ・パローロ、エマヌエレ・ジャッケリーニらを大きく成長させ、苦しみつつもセリエA残留を決めた。シーズン後に退任。
2011年8月にロベルト・ドナドーニの後任としてカリアリ・カルチョの監督に就任。開幕戦ではASローマをアウェーで下すなど序盤は好調だったが、第10節のラツィオ戦、第11節のアタランタ戦で2連敗を喫したことで同年11月に解任されるも、2012年3月に再任され、同シーズンのセリエA残留に成功。2012-13シーズンは第6節を終え未勝利で最下位に低迷したことに加え、スタジアム問題で没収試合になる不運も重なり、ワンマン会長に振り回された格好で、2012年10月に2度目の解任となった。

#### FC東京
2014年より、旧知の立石が強化部長を務めるJリーグ・FC東京の監督に就任。イタリア人としては初のJリーグ監督就任となった。勝利への執着と攻撃のための守備の構築を担わされる中、相手の出方を緻密に分析し、きめ細かなポジショニングと連動した動きを求める 全員守備・全員攻撃を志向。バランスが良く全体をカバー出来、攻撃の創造性を発揮しやすい布陣と語る「4-3-3」、あるいはダイヤ型の「4-4-2」（4-3-1-2）を採用し、同年アンカーに配された高橋秀人は、選手同士で有機的に助け合うサッカーの美しさを教えてもらったとコメントしている。また、J1経験の浅い選手を積極起用し、J1第5節清水戦では クラブの目標の一つであった“育成組織出身者5名 の先発”を果たした。立石はマッシモが監督だったから達成できたことと語った。
2014年は中位に終わったが、2015年には守備に切替わる場面での素早い帰陣の徹底と 試合展開に応じた対応力を高めて 勝ち点を積上げ、FC東京におけるクラブ史上最多の勝ち点を記録。J1優勝を懸けたJリーグチャンピオンシップ出場権獲得圏内である年間3位以内入りを争っていたが、最終節の引分けによって4位となり優勝を逃した。同年末、翌年以降のクラブ運営の方向性に折り合いが付かず、当初結んでいた2年契約を 満了、退任した。

#### サガン鳥栖
セレッソ大阪や広州富力足球倶楽部からの接触を受けていたが、2015年の好成績と堅守速攻の戦術を評価されて 2016年よりサガン鳥栖の監督に就任。年俸は推定1億円。東京同様に4-3-1-2を採用。丁寧にボールをつなぐやり方はすぐには奏功せず、同年1stステージは僅差での敗戦が続いて低迷したが 戦術が浸透し始めた2ndステージに復調した。
鳥栖を指揮して3年目となった2018年、開幕後5試合は2勝2分1敗とまずまずのスタートを切ったが、その後は第6節から第12節にかけてのリーグ戦7連敗などもあり、第29節終了時点でJ2自動降格圏内の17位に位置する状況となっていた。10月9日に金明輝（鳥栖U-18監督）への指揮権交代が一旦リリースされたが、この時点ではフィッカデンティの今後については協議中であった。その後、指揮権交代リリース前の期間も含め2週間の協議を経て10月18日、鳥栖との契約解除が発表された。

#### 名古屋グランパス
2019年9月23日に名古屋グランパスの監督就任が発表された。当時のグランパスは風間八宏が率いて3年目で、2019年は好調なスタートから一転して10戦未勝利を含む不調に陥り、順位は11位まで低下していた。フィッカデンティは就任するとまずJ1残留のための仕事に取り組むことになるが、風間体制の戦術に慣れた選手を新たな戦術を浸透させる時間はなく、残り8試合を1勝3分4敗でかろうじて残留を決めた。
翌2020年も引き続きグランパスを指揮し、本格的にチーム再編に取り組む。期限付き移籍から復帰したマテウスや相馬勇紀などサイドで勝負できるアタッカーが多い特徴から、グランパスでは4-2-3-1が採用された。ハイプレスとショートカウンターを軸とした堅実なチーム作りで開幕を迎えるが、開幕戦の直後に新型コロナウイルス感染症の感染拡大の影響によりリーグ戦は一時中断となる。グランパスでは金崎夢生・ランゲラックなどの主力選手にも感染が確認され、全体練習もままならないまま再開を迎えるが、第4節から第6節まで3連勝するとそのまま常に6位以上をキープし、3位でリーグ戦を終える。この年の総失点28はリーグ歴代4位、無失点試合17はリーグ記録と並んでいた。
2021年は開幕戦でオウンゴールによる失点もあったが、その後は9試合にわたって無失点の試合が続き、この間に同一シーズンにおける連続無失点試合のリーグ記録、無失点継続時間のリーグ記録を相次いで更新する。4月末にフィッカデンティ自身の新型コロナウイルス感染症への感染が発覚し、2位で迎えた4月29日・5月4日の首位・川崎フロンターレとの異例の2連戦を含む4試合を欠場。欠場した4試合は1勝3敗と停滞し、復帰後もACLなどの過密日程の影響により6試合にわたるリーグ戦未勝利があったものの、無失点試合数は21でリーグ記録を更新した。リーグ戦の最終成績は5位、ACL・天皇杯はともに準々決勝まで進出し、クラブ初のルヴァンカップ制覇へと導く好成績を残した。ルヴァンカップ制覇はフィッカデンティ自身としても初のタイトル獲得であり、この結果により2023年までの契約延長が確約されたが、後にクラブ側によって白紙撤回されたことに起因して退任することが報じられ、12月9日にクラブ側から発表された。

## エピソード
- 日本で活動する外国人タレント、パンツェッタ・ジローラモの知人。ジローラモによれば「彼は大の日本好きでJリーグも観戦している」とのこと（フジテレビ『すぽると!』より）。2014年のFC東京新体制発表記者会見においても「（日本食の代表格である）寿司だけでなく、焼き肉やラーメンも好む」と日本通をアピール[66][67][21]。「チーズの代わりにいつも納豆を食べる」と語り[68]、FC東京クラブハウス内の食堂では、フィッカデンティのリクエストによって納豆がメニュー入りした[69]。
- イタリア人のサッカー監督には珍しい落ち着いた人柄で、メディアの前で感情的な姿を見せることも少ない[14]。
- サガン鳥栖は、2015年に翌年以降育成チームをJ3に参加させる旨表明していたが[70]、2016年にはこの方針を修正。同年監督に就任したフィッカデンティも、実質的セカンドチームを作ってJ3に出場するよりも、移籍先の他のクラブで出場した方が選手に資するという考えを示している[71]。
- 2010年に監督をしていたチェゼーナに自らJリーグを観戦し獲得を決めた長友佑都とは[72]、長友がFC東京に復帰した2021年9月にJリーグの試合で再会した。その際にフィッカデンティに長友は、「当時の懐かしい思い出とともに、自分が成長してきたこと、あなたのおかげでイタリアで勝負できたしインテルにいけたんだと感謝を伝えた」と話している[73]。

## 個人成績
| クラブ成績   | クラブ成績         | クラブ成績 | リーグ | リーグ | カップ     | カップ     | 通算 | 通算 |
| シーズン     | クラブ             | リーグ     | 出場   | 得点   | 出場       | 得点       | 出場 | 得点 |
| イタリア     | イタリア           | イタリア   | リーグ | リーグ | イタリア杯 | イタリア杯 | 通算 | 通算 |
| ------------ | ------------------ | ---------- | ------ | ------ | ---------- | ---------- | ---- | ---- |
| 1985-86 (en) | サンベネデッテーゼ | セリエB    | 2      | 0      |            |            |      |      |
| 1986-87 (en) | サンベネデッテーゼ | セリエB    | 16     | 0      |            |            |      |      |
| 1987-88 (en) | サンベネデッテーゼ | セリエB    | 18     | 0      |            |            |      |      |
| 1988-89 (en) | サンベネデッテーゼ | セリエB    | 32     | 2      |            |            |      |      |
| 1989-90 (en) | メッシーナ         | セリエB    | 27     | 1      |            |            |      |      |
| 1990-91 (en) | メッシーナ         | セリエB    | 33     | 1      |            |            |      |      |
| 1991-92 (en) | メッシーナ         | セリエB    | 30     | 3      |            |            |      |      |
| 1992-93 (en) | ヴェローナ         | セリエB    | 31     | 0      | 4          | 0          |      |      |
| 1993-94 (en) | ヴェローナ         | セリエB    | 26     | 4      | 1          | 0          |      |      |
| 1994-95 (en) | ヴェローナ         | セリエB    | 29     | 3      | 1          | 0          |      |      |
| 1995-96 (en) | ヴェローナ         | セリエB    | 28     | 2      | 1          | 0          |      |      |
| 1996-97      | ヴェローナ         | セリエA    | 19     | 0      | 1          | 0          |      |      |
| 1997-98 (en) | トリノ             | セリエB    | 21     | 2      |            |            |      |      |
| 1998-99 (en) | トリノ             | セリエB    | 15     | 0      |            |            |      |      |
| 1999-00      | トリノ             | セリエA    | 12     | 0      |            |            |      |      |
| 2000-01 (en) | ラヴェンナ         | セリエB    | 2      | 0      |            |            |      |      |
| 通算         | イタリア           | セリエA    | 31     | 0      | 1          | 0          | 32   | 0    |
| 通算         | イタリア           | セリエB    | 310    | 18     | 7          | 0          | 317  | 8    |
| 総通算       | 総通算             | 総通算     | 341    | 18     | 8          | 0          | 349  | 18   |

- 成績についての出典[74][1][2][75]
- 1996年9月29日 - セリエA初出場 第4節 vsカリアリ・カルチョ (スタディオ・マルカントニオ・ベンテゴディ)[76]

## 監督成績
| 年度         | クラブ             | 所属     | リーグ戦 | リーグ戦 | リーグ戦 | リーグ戦 | リーグ戦 | リーグ戦 | カップ戦       | カップ戦   |
| 年度         | クラブ             | 所属     | 順位     | 勝点     | 試合     | 勝       | 分       | 敗       |                | イタリア杯 |
| ------------ | ------------------ | -------- | -------- | -------- | -------- | -------- | -------- | -------- | -------------- | ---------- |
| 2001-02 (it) | フィオレンツォーラ | セリエC2 | 17位     |          |          |          |          |          |                |            |
| 2002-03 (en) | アヴェッリーノ     | セリエC1 | 優勝     |          |          |          |          |          |                |            |
| 2003-04 (en) | ピストイエーゼ     | セリエC1 | 10位     | 44       | 34       | 11       | 11       | 12       |                |            |
| 2004-05 (en) | ヴェローナ         | セリエB  | 6位      | 61       | 42       | 15       | 16       | 11       |                |            |
| 2005-06 (en) | ヴェローナ         | セリエB  | 15位     | 49       | 42       | 10       | 19       | 13       |                |            |
| 2006-07 (en) | ヴェローナ         | セリエB  | 18位     | 11       | 18       | 2        | 5        | 11       |                |            |
| 2007-08      | レッジーナ         | セリエA  | 16位     | 5        | 10       | 0        | 5        | 5        |                |            |
| 2009-10 (en) | ピアチェンツァ     | セリエB  | 15位     | 44       | 28       | 11       | 11       | 6        |                |            |
| 2010-11      | チェゼーナ         | セリエA  | 15位     | 43       | 38       | 11       | 10       | 17       |                |            |
| 2011-12      | カリアリ           | セリエA  | 15位     | 13       | 10       | 3        | 4        | 3        |                |            |
| 2012-13      | カリアリ           | セリエA  | 11位     | 14       | 17       | 3        | 5        | 9        |                |            |
| 年度         | クラブ             | 所属     | リーグ戦 | リーグ戦 | リーグ戦 | リーグ戦 | リーグ戦 | リーグ戦 | カップ戦       | カップ戦   |
| 年度         | クラブ             | 所属     | 順位     | 勝点     | 試合     | 勝       | 分       | 敗       | Jリーグ杯      | 天皇杯     |
| 2014         | FC東京             | J1       | 9位      | 48       | 34       | 12       | 12       | 10       | グループリーグ | ベスト16   |
| 2015         | FC東京             | J1       | 4位      | 63       | 34       | 19       | 6        | 9        | ベスト8        | ベスト8    |
| 2016         | 鳥栖               | J1       | 11位     | 46       | 34       | 12       | 10       | 12       | グループリーグ | ベスト16   |
| 2017         | 鳥栖               | J1       | 8位      | 47       | 34       | 13       | 8        | 13       | グループリーグ | 3回戦敗退  |
| 2018         | 鳥栖               | J1       | 17位     | 30       | 29       | 7        | 9        | 13       | グループリーグ | -          |
| 2019         | 名古屋             | J1       | 13位     | 6        | 8        | 1        | 3        | 4        | -              | -          |
| 2020         | 名古屋             | J1       | 3位      | 63       | 34       | 19       | 6        | 9        | ベスト8        | -          |
| 2021         | 名古屋             | J1       | 5位      | 66       | 38       | 19       | 9        | 10       | 優勝           | ベスト8    |
| 通算         | イタリア           | セリエA  | -        | -        | 75       | 17       | 24       | 34       | -              | -          |
| 通算         | イタリア           | セリエB  | -        | -        | 130      | 38       | 51       | 41       | -              | -          |
| 通算         | イタリア           | セリエC1 | -        | -        | 34       | 11       | 11       | 12       | -              | -          |
| 通算         | イタリア           | セリエC2 | -        | -        |          |          |          |          | -              | -          |
| 通算         | 日本               | J1       | -        | -        | 211      | 89       | 55       | 67       | -              | -          |
| 総通算       | 総通算             | 総通算   | -        | -        | 450      | 157      | 141      | 154      | -              | -          |